# Oreopanax peltatus
Oreopanax peltatus là một loài thực vật thuộc họ Araliaceae. Loài này có ở Guatemala và México. Chúng hiện đang bị đe dọa vì mất môi trường sống.